# Islam en Somalia

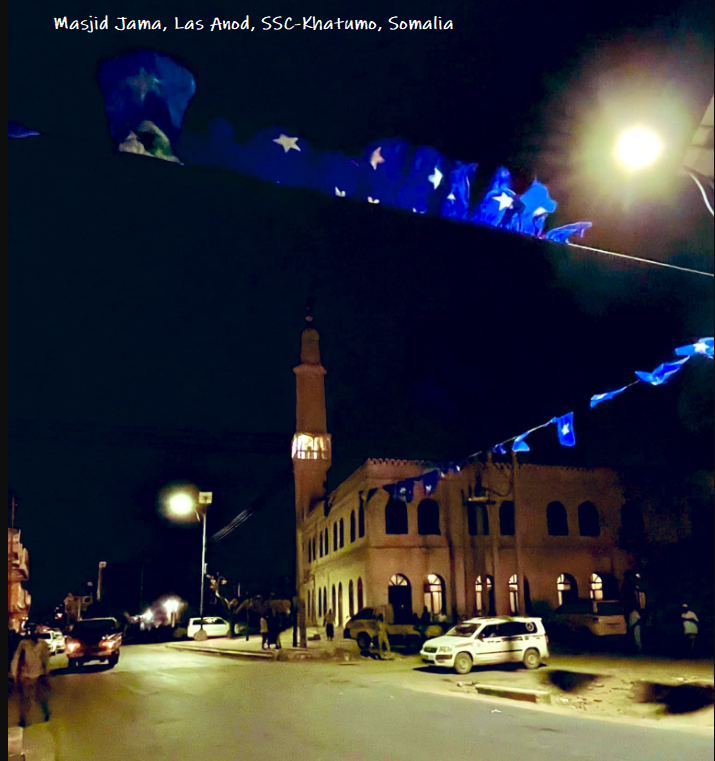
Masjid Jama, Las Anod, SSC-Khatumo, Somalia

Casi todos los somalíes son musulmanes sunitas. Practicar el Islam refuerza aún más las distinciones establecidas entre somalíes y sus vecinos inmediatos de África, muchos de los cuales son cristianos,  (en particular los amhara y otros de Etiopía) o adherentes a religiones indígenas.
El ideal islámico es una sociedad organizada para implementar los preceptos islámicos en la cual no existe distinción alguna entre las esferas secular y religiosa. Entre los somalies este ideal se ha conseguido menos en el norte que entre algunos grupos asentados en las regiones del sur donde los líderes religiosos fueron una parte integrante de la estructura política y social. Entre los nómadas, las exigencias de la vida del pastor dieron mayor peso al papel del guerrero, y se espera que los líderes religiosos se mantengan al margen de cuestiones políticas.
El papel de los funcionarios religiosos comenzó a disminuir en los años 1950 y 1960 como parte de sus competencias jurídicas y educativas sus responsabilidades fueron transferidos a las autoridades seculares. La posición de los líderes religiosos cambió sustancialmente después de la revolución de 1969 y la introducción del socialismo científico. Siad Barre insistió en que su versión de socialismo es compatible con los principios del Corán, y condenó el ateísmo. Los líderes religiosos, sin embargo, fueron advertidos de no inmiscuirse en la política.
El nuevo gobierno instituyó cambios legales que algunas figuras religiosas consideraban contrarios a los preceptos islámicos. El régimen reaccionó fuertemente a la crítica, ejecutando a algunos manifestantes. Posteriormente, los líderes religiosos parecen darse cabida a sí mismos al gobierno.
Los practicantes del Islam llegaron por primera vez a Somalia en la ciudad noroccidental de Zeila durante la vida del profeta Mahoma , donde construyeron la mezquita Al-Qiblatayn ; [ 1 ] como tal, el Islam ha sido parte de la sociedad somalí desde el siglo VII. [ 2 ]
La práctica del Islam refuerza las distinciones que separan aún más a los somalíes de sus vecinos inmediatos. El sunnismo es la corriente que practica el 90% de la población. [ 3 ] Aunque el Pew Research Center no ha realizado una encuesta en Somalia, su vecino del noroeste, Yibuti, de mayoría somalí, informó de una distribución por credos de los musulmanes: el 77% se adhiere al sunnismo , el 8% es musulmán no confesional , el 2% es chiita , el 13% se niega a responder y un informe adicional que incluye a la región somalí estipula que el 2% se adhiere a una secta minoritaria (por ejemplo, el ibadismo , el coranismo , etc.). [ 4 ]
El papel de los funcionarios religiosos comenzó a reducirse en los años 1950 y 1960, cuando algunos de sus poderes y responsabilidades legales y educativos fueron transferidos a autoridades seculares. [ 5 ] La posición de los líderes religiosos cambió sustancialmente después de la revolución de 1969 y la introducción del socialismo científico . Siad Barre insistió en que su versión del socialismo era compatible con los principios coránicos y condenó el ateísmo . Sin embargo, se advirtió a los líderes religiosos que no se entrometieran en la política.
- Datos: Q4115017
- Multimedia: Islam in Somalia / Q4115017